# Ansitz Kaltenburg

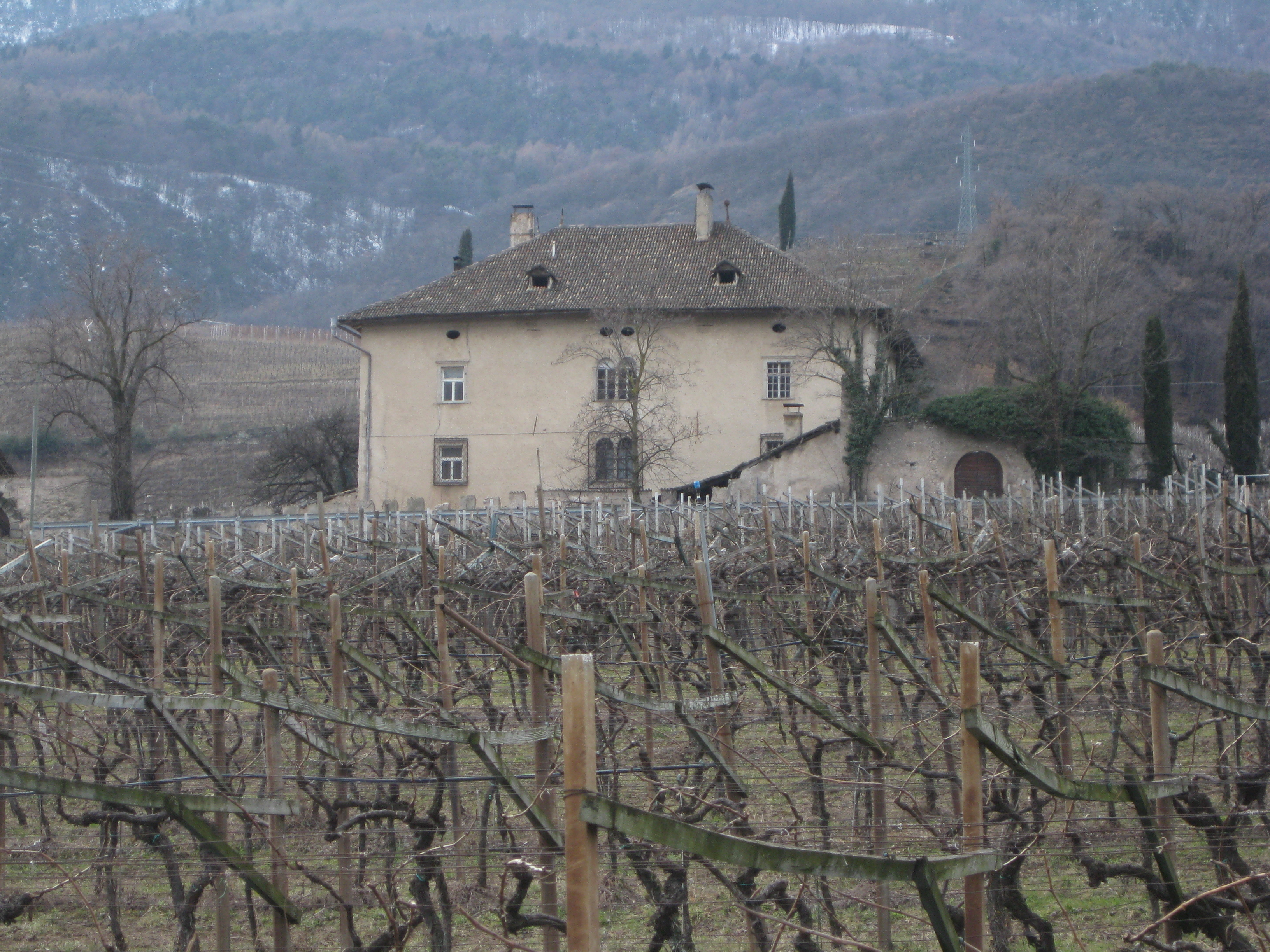
Ansitz Kaltenburg

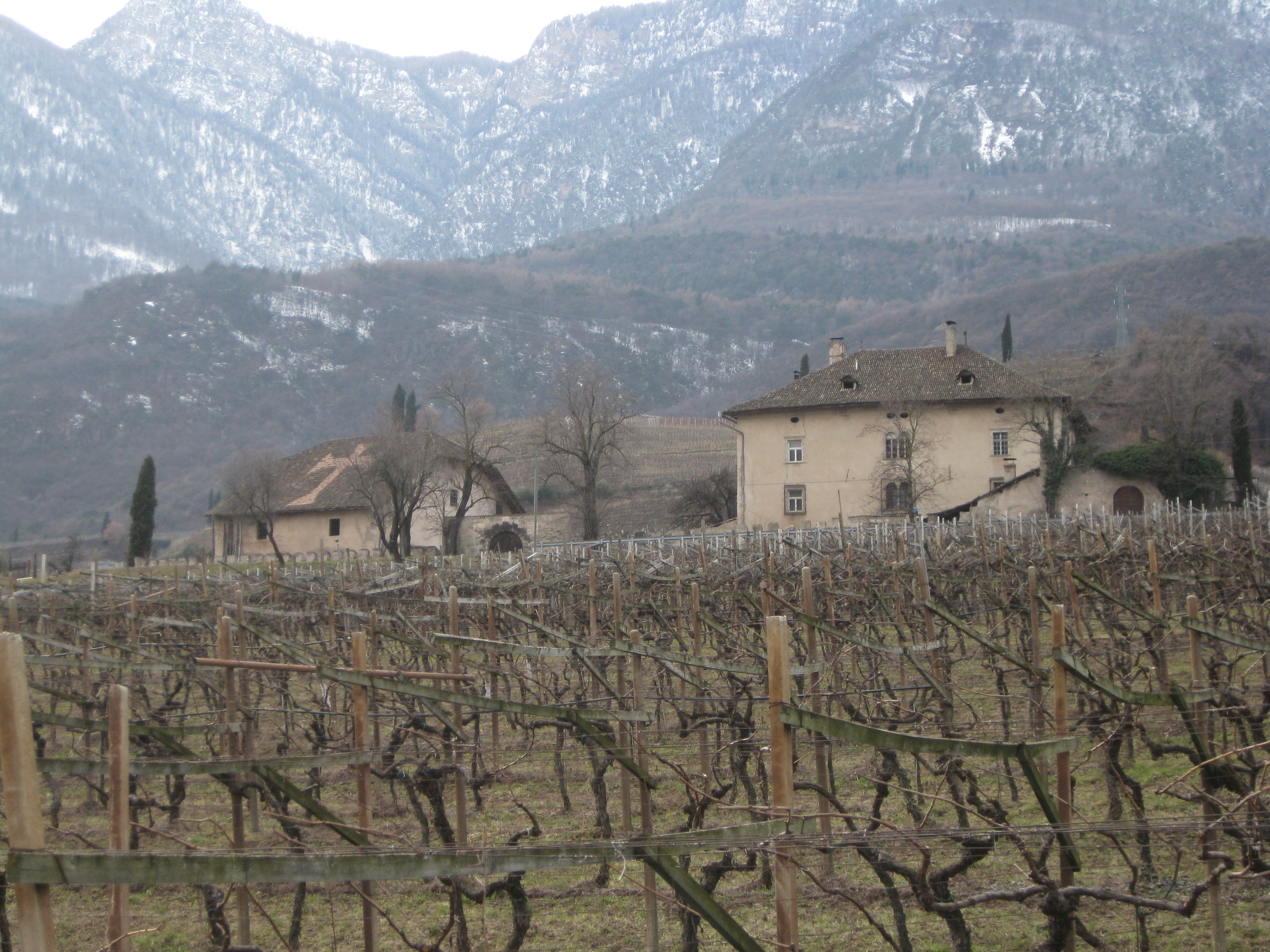
Gesamtansicht

Ansitz Kaltenburg ist ein alter Edelsitz in St. Josef am See, einer Fraktion in der Gemeinde Kaltern in Südtirol.

## Geschichte
Der geadelte oberösterreichische Regimentsrat, 1604 kaiserlicher Rat, Geheimer Rat Erzherzog Maximilians von Österreich, Hofkanzler und Doktor der Rechte Friedrich Altstetter aus der Familie Altstetter von Kaltenburg und Kranzenau erhielt ein gerodetes Grundstück am Kalterer See, worauf er Anfang des 17. Jahrhunderts das rechteckiges Renaissance-Herrenhaus nach Plänen des italienischen Baumeisters Bartolomeo del Galletto errichten ließ. Nach seinen Besitzungen führte Friedrich Altstetter das Prädikat „zu Kaltenburg und Kranzenau“. Letztere Liegenschaft bezog sich auf das Gut Kranzenau in Breisgau. 1603 erfolgte seine Eintragung in die Tiroler Adelsmatrikel. Die Erbin Katharina Altstetter von Kaltenburg heiratete in der zweiten Hälfte des 17. Jahrhunderts in die Familie der Freiherren von Manikor. Johann Georg Freiherr von Manikors († 1737) Witwe Eleonore Philippine geb. Gräfin Wolkenstein brachte das Anwesen ihrer Familie zu. 1790 veräußerten es die Wolkenstein an die Franz Michael von Schasser. Die Erbin Franziska von Schasser heiratete wiederum einen Baron Di Pauli (von Treuheim). Darauf fiel es in Privatbesitz. Ansitz Kaltenburg steht seit dem 18. Mai 1951 bzw. 20. Oktober 1975 unter Denkmalschutz. Die heutigen Eigentümer betreiben dort ein Weingut.

## Beschreibung
Das rechteckige, dreigeschossige Wohnhaus im Renaissancestil, in der Mitte mit zwei Doppelbogenfenster, ist an der Straßenseite umgeben von einer Umfassungsmauer mit Zinnen und einem Eingangstor mit Rundbogen. Gegenüber befindet sich ein Wirtschaftsgebäude.